# Совсем другое кино
«Совсем другое кино» — седьмой студийный альбом российского певца и композитора Аркадия Укупника, выпущенный в феврале 2001 года на лейбле NOX Music. В альбоме Укупник отходит от традиционно оптимистичных песен к более лиричным и грустным.

## Отзывы критиков
Алексей Мажаев из InterMedia заявил, что и шуточные, и лирические песни, которые стал исполнять Укупник, оставляют грустное впечатление: либо штампованные чувства, либо штампованная пошлость, типичный туалетно-постельный юмор без мельчайшего интеллектуального налёта.

## Список композиций
1. «Снегурочка» (Евгений Муравьёв, Аркадий Укупник) — 3:24
2. «Только так» (Евгений Муравьёв, Аркадий Укупник) — 3:59
3. «Ангел» (Евгений Муравьёв, Аркадий Укупник) — 3:43
4. «Грусть» (Марина Макова, Аркадий Укупник) — 4:28 — Remix
5. «Зверенко» (Олег Гегельский, Аркадий Укупник) — 4:12
6. «Великобритания» (Евгений Муравьёв, Аркадий Укупник) — 3:37
7. «Оксана» (Кирилл Крастошевский, Аркадий Укупник) — 4:03
8. «Золотые времена» (Наталья Пляцковская, Аркадий Укупник) — 4:02
9. «Алёна» (Кирилл Крастошевский, Аркадий Укупник) — 3:32
10. «Петруха» (Кирилл Крастошевский, Аркадий Укупник) — 3:47 — Remix
11. «Совсем другое кино» (Евгений Муравьёв, Аркадий Укупник) — 3:27
12. «Дом, который построил…» (Кирилл Крастошевский, Аркадий Укупник) — 3:26

## Участники записи
- Аранжировка — Вадим Афонин (1, 3—6, 9, 10, 12), Дмитрий Носков (1, 3—6, 9, 10, 12), Артём Брауэр (2, 11), Владислав Афанасов (7), Александр Добронравов (8)
- Бас-гитара — Артём Ревнюк (3)
- Бэк-вокал — Маша Кац (1, 2, 5, 8, 9, 11), Н. Слухова (7, 12), Непоседы (1, 12), Юлия Толстова (3, 6, 12)
- Вокал — Аркадий Укупник
- Гитара — Владислав Афанасов, Дмитрий Четвергов (2, 3, 8, 9), Николай Девлет-Кильдеев (11)
- Звукорежиссёр — Владимир Капцов, Игорь Кузнецов, Михаил Логвинов
- Мастеринг — Валерий Таманов
- Сведение — Валерий Таманов (1—6, 8—12), Владимир Капцов (7)
- Тромбон — Максим Лихачёв (6)
- Труба — Александр Дитковский (6)

Все данные взяты из аннотации к альбому.